# Aflao
Aflao is een plaats in Ghana (regio Volta). De plaats telt 38 927 inwoners (census 2000).